# Gran Premio de España de Motociclismo de 1982
El Gran Premio de España de Motociclismo de 1982 fue la cuarta prueba de la temporada 1982 del Campeonato Mundial de Motociclismo. El Gran Premio se disputó el 23 de mayo de 1982 en el Circuito del Jarama.

## Resultados 500cc
El estadounidense Kenny Roberts se imponía en 500 cc, aprovechándose de los problemas del motor del joven Freddie Spencer, que lideró la carrera durante muchas vueltas. El británico Barry Sheene y el italiano Franco Uncini completaron el podio. En la clasificación general, Roberts la lidera con 40 puntos, cuatro puntos más que Sheene.
| Pos.     | Piloto            | Equipo    | Tiempo     | Pts. |
| -------- | ----------------- | --------- | ---------- | ---- |
| 1        | Kenny Roberts     | Yamaha    | 57:08.040  | 15   |
| 2        | Barry Sheene      | Yamaha    | +8.250     | 12   |
| 3        | Franco Uncini     | Suzuki    | +13.750    | 10   |
| 4        | Graeme Crosby     | Yamaha    | +45.540    | 8    |
| 5        | Marco Lucchinelli | Honda     | +53.620    | 6    |
| 6        | Takazumi Katayama | Honda     | +1:17.880  | 5    |
| 7        | Marc Fontan       | Yamaha    | +1 Vuelta  | 4    |
| 8        | Víctor Palomo     | Suzuki    | +1 Vuelta  | 3    |
| 9        | Kork Ballington   | Kawasaki  | +1 Vuelta  | 2    |
| 10       | Guido Paci        | Yamaha    | +1 Vuelta  | 1    |
| 11       | Lorenzo Ghiselli  | Suzuki    | +1 Vuelta  |      |
| 12       | Philippe Coulon   | Suzuki    | +1 Vuelta  |      |
| 13       | Steve Parrish     | Yamaha    | +1 Vuelta  |      |
| 14       | Peter Sjöström    | Suzuki    | +1 Vuelta  |      |
| 15       | Bengt Slydal      | Suzuki    | +1 Vuelta  |      |
| 16       | Franck Gross      | Suzuki    | +2 Vueltas |      |
| 17       | Jean Lafond       | Fior      | +2 Vueltas |      |
| 18       | Carlos Morante    | Suzuki    | +2 Vueltas |      |
| 19       | Marco Greco       | Suzuki    | +2 Vueltas |      |
| Ret      | Seppo Rossi       | Suzuki    | Ret        |      |
| Ret      | Marco Papa        | Suzuki    | Ret        |      |
| Ret      | Guy Bertin        | Sanvenero | Ret        |      |
| Ret      | Freddie Spencer   | Honda     | Ret        |      |
| Ret      | Bernard Fau       | Suzuki    | Ret        |      |
| Ret      | Sergio Pellandini | Suzuki    | Ret        |      |
| Ret      | Michel Frutschi   | Sanvenero | Ret        |      |
| Ret      | Jack Middelburg   | Suzuki    | Ret        |      |
| Ret      | Graziano Rossi    | Yamaha    | Ret        |      |
| Ret      | Ángel Nieto       | Honda     | Ret        |      |
| Ret      | Randy Mamola      | Suzuki    | Ret        |      |
| DNS      | Loris Reggiani    | Suzuki    | DNS        |      |
| DNQ      | Johan van Eijk    |           | DNQ        |      |
| DNQ      | Philippe Robinet  | Suzuki    | DNQ        |      |
| DNQ      | Leandro Becheroni | Suzuki    | DNQ        |      |
| DNQ      | Boet van Dulmen   | Suzuki    | DNQ        |      |
| Sources: |                   |           |            |      |

## Resultados 250cc
En 250 cc., Carlos Lavado se encontró de repente con un inesperado triunfo cuando en la vuelta 20 Jean-François Baldé y Didier de Radiguès, que dominaban, cayeron en diferentes curvas, dejando el camino libre al venezolano.
| Pos. | Piloto                 | Moto            | Tiempo    | Pts. |
| ---- | ---------------------- | --------------- | --------- | ---- |
| 1    | Carlos Lavado          | Yamaha          | 49:58.190 | 15   |
| 2    | Jean-Louis Tournadre   | Yamaha          | +10.450   | 12   |
| 3    | Anton Mang             | Kawasaki        | +15.960   | 10   |
| 4    | Jacques Bolle          | Yamaha          | +18.760   | 8    |
| 5    | Donnie Robinson        | Yamaha          | +19.450   | 6    |
| 6    | Jean-Louis Guignabodet | Kawasaki        | +20.230   | 5    |
| 7    | Antonio Neto           | Yamaha          | +20.450   | 4    |
| 8    | Jeffrey Sayle          | Armstrong-Rotax | +42.280   | 3    |
| 9    | Christian Sarron       | Yamaha          | +42.500   | 2    |
| 10   | Mar Schouten           | Yamaha          | +54.460   | 1    |
| 11   | Eduardo Alemán         | Yamaha          | +54.660   |      |
| 12   | Franco Marcheggiani    | Yamaha          | +1:03.890 |      |
| 13   | Tony Head              | Waddon-Rotax    | +1:04.350 |      |
| 14   | Pierre Bolle           | Yamaha          | +1:05.650 |      |
| 15   | Gabriel Grabia         | Yamaha          | +1:14.920 |      |
| 16   | Pierluigi Aldrovandi   | Yamaha          | +1:27.300 |      |
| 17   | Enrique de Juan        | Yamaha          | +1 Vuelta |      |
| 18   | Bruno Lüscher          | Yamaha          | +1 Vuelta |      |
| Ret  | Jean-François Baldé    | Kawasaki        | Ret       |      |
| Ret  | Didier de Radiguès     | Chevallier      | Ret       |      |
| Ret  | Roland Freymond        | MBA             | Ret       |      |
| Ret  | Paolo Ferretti         | MBA             | Ret       |      |
| Ret  | Jacques Cornu          | Yamaha          | Ret       |      |
| Ret  | Richard Schlachter     | Waddon          | Ret       |      |
| Ret  | Sito Pons              | Rotax           | Ret       |      |
| Ret  | Siegfried Minich       | Rotax           | Ret       |      |
| Ret  | Eero Hyvärinen         | Yamaha          | Ret       |      |
| Ret  | Marcelino Garcia       | Yamaha          | Ret       |      |
| Ret  | Karl-Thomas Grässel    | Yamaha          | Ret       |      |
| Ret  | Antonio Garcia         | Yamaha          | Ret       |      |
| Ret  | Rafael Olavarría       | Yamaha          | Ret       |      |
| DNS  | Martin Wimmer          | Yamaha          | DNS       |      |
| DNQ  | Bengt Elgh             | Yamaha          | DNQ       |      |
| DNQ  | Yutaka Fujimoto        | Yamaha          | DNQ       |      |
| DNQ  | Hans Hauf              | Kawasaki        | DNQ       |      |
| DNQ  | Hans Müller            | Yamaha          | DNQ       |      |
| DNQ  | Andrés Pérez Rubio     | Yamaha          | DNQ       |      |
| DNQ  | Hervé Guilleux         | Rotax-Cobas     | DNQ       |      |
| DNQ  | Patrick Fernandez      | Yamaha-Bartol   | DNQ       |      |
| DNQ  | Eilert Lundstedt       | Yamaha-Bartol   | DNQ       |      |
| DNQ  | Luis Ricart            |                 | DNQ       |      |
| DNQ  | Domingo Gil Blanco     |                 | DNQ       |      |
| DNQ  | Michel Simeon          | Yamaha          | DNQ       |      |
| DNQ  | Johnny Scott           | Yamaha          | DNQ       |      |
| DNQ  | René Delaby            | Yamaha          | DNQ       |      |
| DNQ  | Maurizio Vitali        | MBA             | DNQ       |      |
| DNQ  | Luis Miguel Reyes      | Rotax           | DNQ       |      |
| DNQ  | Leif Nielsen           | Rotax           | DNQ       |      |
| DNQ  | Hans Hansebraten       | Rotax           | DNQ       |      |

## Resultados 125cc
El español Ángel Nieto se adjudicó la tercera carrera de la temporada del octavo de litro. El piloto de Garelli dominó delante de sus rivales y afianza su liderato en la clasificación general. Los italianos Eugenio Lazzarini y Pierluigi Aldrovandi fueron segundo y tercero respectivamente.
| Pos. | Piloto               | Moto       | Tiempo     | Pts. |
| ---- | -------------------- | ---------- | ---------- | ---- |
| 1    | Ángel Nieto          | Garelli    | 47:09.860  | 15   |
| 2    | Eugenio Lazzarini    | Garelli    | +0.210     | 12   |
| 3    | Pierluigi Aldrovandi | MBA        | +5.980     | 10   |
| 4    | Hans Müller          | MBA        | +6.990     | 8    |
| 5    | Jean-Claude Selini   | MBA        | +19.810    | 6    |
| 6    | Johnny Wickström     | MBA        | +22.230    | 5    |
| 7    | Bruno Kneubühler     | MBA        | +28.080    | 4    |
| 8    | Ricardo Tormo        | Sanvenero  | +33.950    | 3    |
| 9    | Maurizio Vitali      | MBA        | +42.100    | 2    |
| 10   | Gerhard Waibel       | Seel-MBA   | +42.800    | 1    |
| 11   | Alfred Waibel        | MBA        | +1:29.830  |      |
| 12   | Per-Edvard Carlsson  | Bakker-MBA | +1:30.320  |      |
| 13   | Matti Kinnunen       | MBA        | +1:40.100  |      |
| 14   | Willy Pérez          | MBA        | +1:51.780  |      |
| 15   | Jacky Hutteau        | MBA        | +1 Vuelta  |      |
| 16   | Henk van Kessel      | MBA        | +1 Vuelta  |      |
| 17   | Erich Klein          | MBA        | +1 Vuelta  |      |
| 18   | Peter Sommer         | MBA        | +1 Vuelta  |      |
| 19   | Giuseppe Ascareggi   | MBA        | +2 Vueltas |      |
| Ret  | Pier Paolo Bianchi   | Sanvenero  | Ret        |      |
| Ret  | Ivan Palazzese       | MBA        | Ret        |      |
| Ret  | Hugo Vignetti        | Sanvenero  | Ret        |      |
| Ret  | August Auinger       | MBA        | Ret        |      |
| Ret  | Olivier Liégeois     | Sanvenero  | Ret        |      |
| Ret  | Stefan Dörflinger    | Morbidelli | Ret        |      |
| Ret  | Jan Bäckström        | MBA        | Ret        |      |
| Ret  | Bady Hassaine        | MBA        | Ret        |      |
| Ret  | Alex Bedford         | MBA        | Ret        |      |
| Ret  | Andrés Sánchez       | MBA        | Ret        |      |
| Ret  | Antonio Boronat      | MBA        | Ret        |      |
| DNQ  | Theo Timmer          | MBA        | DNQ        |      |
| DNQ  | Pablo Cegarra        | Sanvenero  | DNQ        |      |
| DNQ  | Joe Genoud           | MBA        | DNQ        |      |
| DNQ  | Hagen Klein          | Massa Real | DNQ        |      |

## Resultados 50cc
En la categoría menor cilindrada, el suizo Stefan Dörflinger dominó con total autoridad y se coloca como líder en la clasificación general. Los italianos Eugenio Lazzarini y Claudio Lusuardi fueron segundo y tercero respectivamente.
| Pos. | Piloto               | Moto       | Tiempo     | Pts. |
| ---- | -------------------- | ---------- | ---------- | ---- |
| 1    | Stefan Dörflinger    | Kreidler   | 34:57.770  | 15   |
| 2    | Eugenio Lazzarini    | Garelli    | +10.440    | 12   |
| 3    | Claudio Lusuardi     | Moto Villa | +37.410    | 10   |
| 4    | Theo Timmer          | Bultaco    | +46.950    | 8    |
| 5    | Giuseppe Ascareggi   | Minarelli  | +53.740    | 6    |
| 6    | Jorge Martínez Aspar | Bultaco    | +54.440    | 5    |
| 7    | George Looijesteijn  | Kreidler   | +1:00.070  | 4    |
| 8    | Hans Spaan           | Kreidler   | +1:00.900  | 3    |
| 9    | Rolf Blatter         | Kreidler   | +1:05.480  | 2    |
| 10   | Hagen Klein          | Massa Real | +1:16.990  | 1    |
| 11   | Richard Bay          | Maico      | +1 Vuelta  |      |
| 12   | Ramón Galí           | Bultaco    | +1 Vuelta  |      |
| 13   | Yves Dupont          | Kreidler   | +1 Vuelta  |      |
| 14   | Giuliano Gerani      | BBFT       | +1 Vuelta  |      |
| 15   | Ingo Emmerich        | Kreidler   | +1 Vuelta  |      |
| 16   | Gerhard Waibel       | Schuster   | +1 Vuelta  |      |
| 17   | Gerhard Singer       | Kreidler   | +1 Vuelta  |      |
| 18   | Jos van Dongen       | Bultaco    | +1 Vuelta  |      |
| 19   | Henrique Sande       | Kreidler   | +1 Vuelta  |      |
| 20   | Thomas Engl          | Engl       | +1 Vuelta  |      |
| 21   | Reiner Koster        | Kreidler   | +2 Vueltas |      |
| Ret  | Ricardo Tormo        | Bultaco    | Ret        |      |
| Ret  | Rainer Kunz          | FKN        | Ret        |      |
| Ret  | Henk van Kessel      | Kreidler   | Ret        |      |
| Ret  | Joaquin Gali         | Bultaco    | Ret        |      |
| Ret  | Hubert Genoud        | Engl       | Ret        |      |
| Ret  | Daniel Mateos        | Bultaco    | Ret        |      |
| Ret  | Joe Genoud           | Kreidler   | Ret        |      |
| Ret  | Yves Le Toumelin     | Kreidler   | Ret        |      |
| Ret  | Pascal Kambourian    | Benitaco   | Ret        |      |
| DNQ  | Günter Schirnhofer   | Kreidler   | DNQ        |      |
| DNQ  | John Kernan          | MBA        | DNQ        |      |
| DNQ  | Paolo Priori         | Paolucci   | DNQ        |      |
| DNQ  | Uli Merz             | Kreidler   | DNQ        |      |